# Kazu Yuzuki
Kazu Yuzuki (ユズキ カズ, Yuzuki Kazu) est un auteur de bande dessinée japonais (mangaka) né en 1954 et mort le 10 septembre 2024. Il a collaboré au magazine Garo à partir de 1981.

## Œuvres éditées en français
- Mirages d'été (枇杷の樹の下で, Biwa no kinoshitade?), Seirin Kōgeisha, 2001. Édition française Le Lézard noir, 2015
- Des courges par milliers (水街, Mizumachi?), Seirin Kōgeisha, 2003. Édition française Éditions Philippe Picquier, 2006.